# Pointe Lechaud
De Pointe Lechaud is een 3128 meter hoge berg op de grens van het Franse departement Savoie en het Italiaanse Valle d'Aosta.
De berg verheft zich ten zuiden van de Col de la Seigne (2516 m) die de verbinding vormt tussen het Italiaanse Val Veny en het Franse Vallée des Glaciers. Ten zuiden van de berg ligt het onbewoonde Vallone di Chavannes.
Vanaf de top heeft men naar het noorden uitzicht op het tegenover gelegen Mont Blancmassief, in het zuiden is het vergletsjerde bergmassief van de Rutor te zien. De Pointe Lechaud is vanuit het Val Veny en Vallone di Chavannes vrij eenvoudig te beklimmen. Vanuit beide dalen gaat de route eerst naar de 2603 meter hoge Col de Chavannes vanwaar de top op anderhalf uur lopen ligt.